# Jacky Avril
Pour les articles homonymes, voir Avril (homonymie).
Jacky Avril, né le 19 juillet 1964 à Vierzon, est un céiste français, médaillé de bronze olympique de canoë en slalom en 1992 à Barcelone sous le maillot de Salbris.

## Palmarès

### Jeux olympiques
- Jeux olympiques de 1992 à Barcelone (Espagne) :
  -  Médaille de bronze en slalom C1.

### Championnats du monde
- Championnats du monde de slalom (canoë-kayak) 1991 à Tacen (Yougoslavie) :
  -  Médaille d'argent en slalom C1 par équipes.
  -  Médaille de bronze en slalom C1 individuel.